# Chrysler 300
Chrysler 300 — полноразмерный седан, производимый американской компанией Chrysler. Впервые был представлен на Автосалоне в Нью-Йорке в 2003 году в качестве концепт-кара. Кроме США, также продаётся в Австралии и Европе (под маркой Lancia — «Lancia Thema» с 2011 года по 2014 год).

## Первое поколение
Новое поколение модели «300» (в некоторых странах именовалось исключительно как «300C») пришло на смену модели Chrysler 300M — полноразмерному седану, выпускавшемуся с 1998 по 2004 год. Исполнялось в четырёх версиях: 300 (базовая) с объёмом двигателя 2,7 л. и 6 цилиндрами; Touring или Limited — 3,5 л. V6 (249—253 л. с.); 300С — 5,7 л. V8 (340 л. с.); SRT-8 (топовая) — 6,1 л. V8 мощностью 425 л. с.
Это поколение базировалось на заднеприводной платформе Chrysler LX с компонентами Mercedes-Benz W210, в том числе такими, как конструкция задней подвески, передние сиденья, рулевая колонка, дизайн 5-ступенчатой автоматической коробки передач, а также полноприводная система 4Matic. 300 также оснащался передней подвеской на двойных поперечных рычагах от Mercedes-Benz W220.
В США модель вышла на рынок в 2004 году с 6-цилиндровыми двигателями в базовой и средней комплектациях, и с 8-цилиндровым двигателем в топовой комплектации. Позднее появилась спортивная модификация SRT-8, имеющая двигатель 6,1 л V8.
Буква «C» в названии указывала на топовые комплектации модели с двигателями V8 семейства HEMI. До 2007 года у «300C» был отличительный дизайн передней части кузова из-за линзованных ксеноновых фар, входивших в комплектации с V8. Другие отличия «300C»:
- Фары с выступающими закруглениями по бокам (у 300 — квадратный дизайн);
- Передний бампер с другим дизайном вентиляционных отверстий. Молдинги на бампере имели иное, более обширное хромирование;
- Версия «SRT-8» имела аналогичный бампер с дополнительным спойлером, но без хрома на молдингах.

Начиная с 2007 года, данные фары стали предлагаться и для варианта «300» с 3,5 л V6. Соответственно «300» с такими фарами стал внешне похож на версию «300C» с 5,7 л V8, получив аналогичный передний бампер, но при этом он не имел шильдиков «300C» на кузове.
При разработке Chrysler 300 был также запланирован кузов универсал. Так как такой тип кузова был более практичным, то универсал решили производить под маркой Dodge, что соответствовало позиционированию марки Dodge на американском рынке, как производителя автомобилей для более активных и молодых людей. Универсал получил название Magnum и производился с 2004 года на том же заводе, что и седан Chrysler 300. Magnum имел другое оформление кузова (в стиле марки Dodge), а также иной интерьер без ретро-стиля. Технически модель повторяла седан. Из-за слабого спроса Dodge Magnum был снят с производства в 2008 году.
В Европе, и в частности в РФ, все версии Chrysler 300, независимо от двигателя и комплектации, продавались исключительно как «300C». Буква «C» в этом случае не указывала на топовые комплектации модели с V8, в отличие от версии для американского рынка. Модель при этом отличалась предлагаемыми комплектациями и типами кузовов:
- Наравне с седаном, 300 предлагался и с кузовом универсал. Универсал, по сути, являлся перелицованным Dodge Magnum, отличаясь кузовными панелями и интерьером. Производство универсала «300C» было налажено в Австрии на заводе Magna Steyr.
- Все европейские версии с V6 и 5,7 л V8, независимо от типа кузова и комплектации, внешне были аналогичны американской версии с 5,7 л V8 (фары, задние фонари, бампера, шильдики «300C»). Отличием были лишь линзованные ксеноновые фары, входившие в базовую комплектацию (в отличие от американской версии). Внешне версия SRT-8 была аналогична американскому варианту.

Кроме того, для Европы и Австралии предлагался дизельный двигатель. В РФ такая версия не продавалась.

### Base
Базовыми для «300» являются стандартные 17-дюймовые колеса, дисковые тормоза, 4-ступенчатый автомат, двигатель 2,7 л 190 л. с. (экологический класс ТРЕТИЙ)
Комплектация Base была переименована в LX в 2008 году.

### Touring
От комплектации «Base», «Touring» отличается 3,5 л двигателем, AM/FM-радио с CD проигрывателем и вспомогательным аудиоразъёмом, электронной системой стабилизации (ESP), центральным замком с ПУ, кожаной отделкой сидений и спутниковым радио «SIRIUS». Эта модель была переименована в «Touring Plus» в 2009 г.

### Limited
Limited отличалась 5-ступенчатой коробкой от Mercedes-Benz, 18-дюймовыми колёсами с хромированными дисками и двухзонным климат-контролем.

### 300C
Основным отличием «300C» является 5,7 л двигатель V8. 11 декабря 2023 года с конвейера сошёл последний 300c второго поколения

### Heritage Edition
Эта версия является производной от «300C», и отличается от неё хромированными вставками на кузове, специальной символикой, а также специальными шинами на 20-дюймовых колёсах. Это первый автомобиль Chrysler с фарами SmartBeam. Комплектация данной версии также включает в себя передние сиденья с символами «300C», вшитыми в подголовники. Heritage Edition дебютировал на автосалоне в Лос-Анджелесе в январе 2006 года.

### SRT-8
Chrysler представил «SRT-8» на Pebble Beach Concours d'Elegance в 2004 году. Версия включает в себя новый 6,1 л Hemi V8, который производит 425 л. с. (317 кВт). «SRT-8» разгоняется до 100 км/ч за 4 секунды. Он поступил в продажу в феврале 2005 года и стоил 43 695 долларов США по состоянию на 2006 год. Дополнительными опциями являются кожаные сиденья и 20-дюймовые полированные алюминиевые диски, тормоза Brembo, а также задний спойлер.

### 300C Touring
«300C» продаётся в Австралии и Европе как седан и универсал, однако базовые версии (Base) в Европе не продаются. Универсал именуется как «300C Touring» (не путать с комплектацией «Touring»). Сборка происходила на заводе Magna Steyr, Грац, Австрия.

### ASC Helios 300
Фирма ASC создала кабриолет-версию Chrysler 300C, получившую название «ASC Helios 300», и представила его на Североамериканском международном автосалоне в начале 2005 года. Несмотря на слухи, Chrysler подтвердил, что автомобиль не будет производиться.

### Executive Series 300
Walter P. Chrysler Executive Series 300 — удлинённая версия (+ 152 мм) автомобиля. Впервые была показана на автосалоне в Нью-Йорке в 2006 году.

### Награды
В 2005 году журналы Motor Trend и Car and Driver внесли автомобиль в список 10-ти лучших автомобилей 2005—2006. Также автомобиль являлся лучшим автомобилем года в Канаде в 2005 году в номинации Лучший люксовый автомобиль.
В 2007 была представлена обновлённая версия, подвергшаяся малозаметным внешним изменениям. Были изменены колёсные диски, молдинги, задние фонари, у седана третий стоп-сигнал из-под заднего стекла переместился на крышку багажника, выше эмблемы. Боковые шильдики «300C» переместились с передних крыльев на передние двери. Также были добавлены новые цвета кузова. В салоне изменились материалы отделки, а также появилась новая мультимедийная система от других моделей марки.
- Chrysler 300C
- Chrysler 300C SRT-8
- Chrysler 300C Touring
- Chrysler 300 кабриолет

## Второе поколение
Второе поколение Chrysler 300 было представлено в 2011 году. Основными отличиями являются изменённый кузов, би-ксеноновые фары HID, светодиодные дневные ходовые огни, изменённые задние фонари со светодиодами и горизонтальные прорези на решётке радиатора. Автомобиль также имеет обновлённую версию крылатой эмблемы Chrysler. Новый «300» имеет дополнительные 20-дюймовые полированные алюминиевые диски. Обновлённый интерьер получил новую приборную панель из мягких материалов, навигационную систему uConnect Touch с 8,4-дюймовым сенсорным экраном, новое рулевое колесо и центральную консоль. На оба передних сиденья установлены подушки безопасности, которые стали стандартными во всех комплектациях.
2,7-и 3,5-литровые двигатели были заменены на 3,6-литровый Pentastar V6 мощностью 292 л. с. (218 кВт) и 350 Н · м крутящего момента. 5,7-литровый HEMI V8 с 363 л. с. остался доступен. 3,0-литровый турбодизель V6 доступен в Европе.
В 2011 году модель предлагалась в конфигурациях «Touring», «Limited», «300C» и «300C AWD». «Touring» и «Limited» поставляются с V6 Pentastar, а на «300C» будут устанавливать двигатель объёмом 5.7 л. Комплектация «300S» была представлена в 2011 году на автосалоне в Нью-Йорке с затемнённой решёткой радиатора и фарами, а также 20-дюймовыми полированными алюминиевыми чёрными дисками. В салоне «300S» размещаются 10 динамиков аудиосистемы Beats Audio.
300C с 2011 года по 2014 год продавался как Lancia Thema на большинстве европейских рынков, за исключением Великобритании, Ирландии, России и ряда стран Балтии и СНГ, где он сохранил эмблему Chrysler.

### SRT-8
Версия «SRT-8» была показана в 2011 году на Автосалоне в Нью-Йорке. Она оснащается 6,4-литровым двигателем HEMI V8. С 465 л. с. (347 кВт), новая «300 SRT-8» может разгоняться с места до 100 км/ч за 4 секунды.
- SRT-8
- Lancia Thema

| Euro NCAP                                                        | Euro NCAP | Euro NCAP | Euro NCAP             |
| ---------------------------------------------------------------- | --------- | --------- | --------------------- |
| · общий рейтинг                                                  |           |           |                       |
| 83%                                                              | 77%       | 59%       | 71%                   |
| взрослый пассажир                                                | ребёнок   | пешеход   | активная безопасность |
| Протестированная модель: Lancia Thema 3,0 л. Platinum LHD (2011) |           |           |                       |

## Продажи вСША
| Календарный год | Общие продажи |
| --------------- | ------------- |
| 2006            | 143 647       |
| 2007            | 120 636       |
| 2008            | 62 352        |
| 2009            | 38 606        |
| 2010            | 37 116        |
| 2011            | 36 285        |
| 2012            | 70 747        |
| 2013            | 57 724        |
| 2014            | 53 382        |
| 2015            | 53 109        |
| 2016            | 53 241        |